# Nassau (Saxe)
Pour les articles homonymes, voir Nassau.
Nassau est un petit village proche de Dresde, la capitale de la Saxe, et situé dans les Monts Métallifères. Il fait partie de la municipalité de Frauenstein. L'église de Nassau abrite l'un des derniers orgues construits par Gottfried Silbermann.

## Géographie

### Situation
Nassau est l'un des plus longs villages-rues en bordure de bois (en allemand : Waldhufendorf) de Saxe et se trouve à environ 4 kilomètres au sud de Frauenstein dans les Monts de l'Est (en). Le village se trouve dans une vallée latérale de la Freiberger Mulde supérieure.

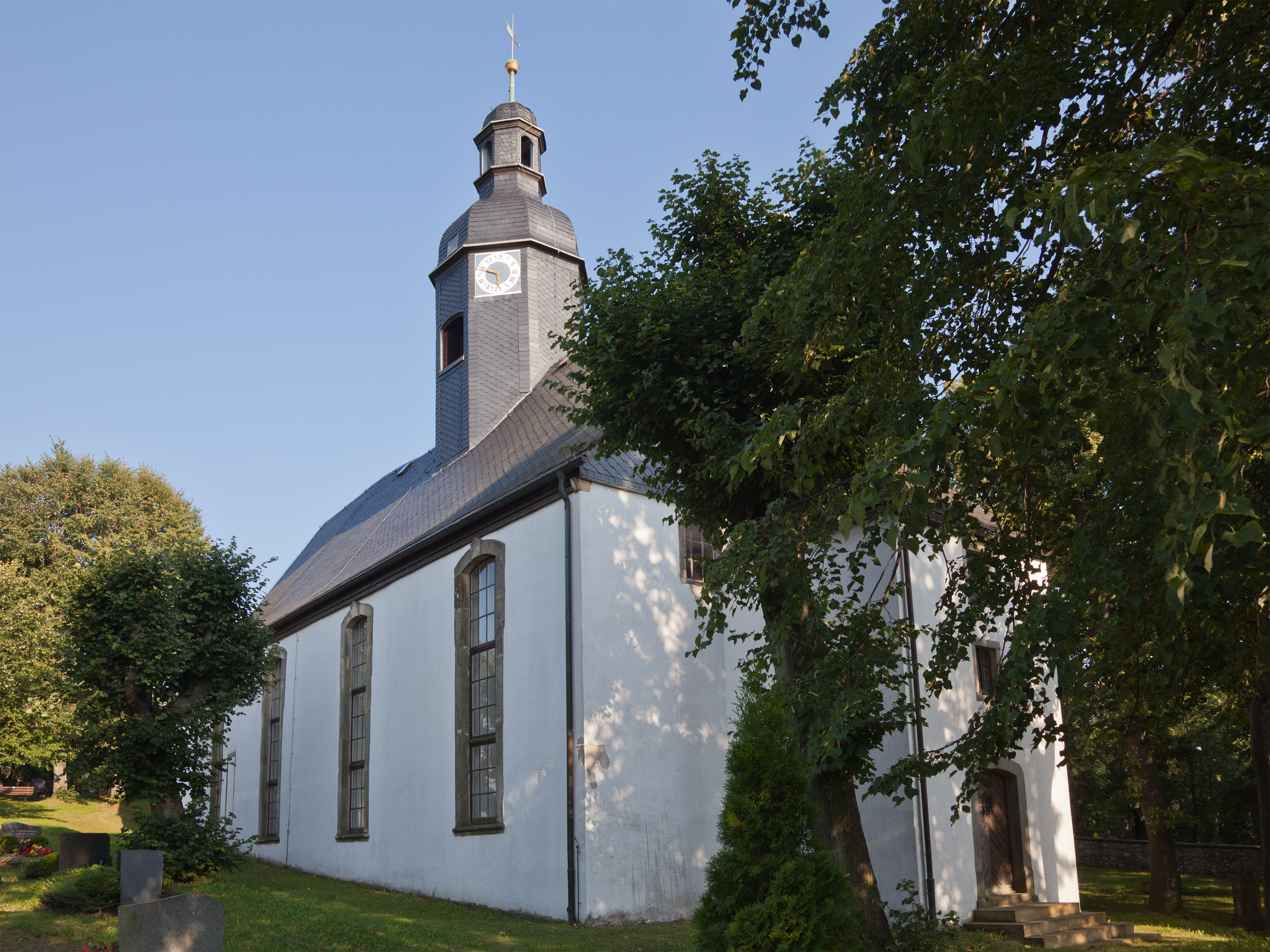
Église du village.

### Localités voisines
| Dittersbach  | Frauenstein |           |
| Dorfchemnitz | Nassau      | Hermsdorf |
| Clausnitz    | Bienenmühle | Holzhau   |

## Histoire
La première forme de toponyme attestée date de 1449 sous le nom de Nassaw. En 1551, la seigneurie exerçait la propriété de chevalier à Frauenstein. En 1555, Rechenberg et Holzhau, à partir de 1752 également Grönönberg, étaient rattachés à l'église. En 1647, la localité située sur le territoire de Waldhufen et son quartier Bienenmühle faisaient partie de l'Amt Frauenstein. Le quartier de Bienenmühle fut rattaché à Rechenberg en 1858 et forme depuis lors le village voisin de Frauenstein, Rechenberg-Bienenmühle. De 1856 à 1875, Nassau a été rattaché au tribunal de Frauenstein, puis à la préfecture de Dippoldiswalde. En 1900, la superficie totale de la commune était de 2157 hectares. Nassau a été raccordé au réseau électrique en 1914.
Un monument aux victimes de la Première Guerre mondiale a été érigé à l'église en 1921. Sur 1353 habitants en 1925, 1349 étaient évangéliques-luthériens, trois catholiques romains et un sans confession. En 1929, un bureau communal fut construit, suivi d'un nouveau bâtiment scolaire en 1937. Cette construction remplaça les trois bâtiments scolaires précédents dans le village. Au cours des Réformes des arrondissements en RDA en 1952 (de), Nassau a été rattaché à l'arrondissement de Brand-Erbisdorf (de), qui a continué d'exister après la Wende sous le nom de Landkreis Brand-Erbisdorf (de) et a été transféré à l'arrondissement de Freiberg le 1er août 1994.
Le 1er mars 1994, Nassau a été rattaché à Frauenstein.

### Développement de la population
| année | Population |
| ----- | --- |
| 1551  | 54 hommes possédés, 163 habitants.                                                                                          |
| 1764  | 70 hommes possédés, 7 petits paysans, 46 Häusler (de) (propriétaires de petites maisons), 63 ¼ Hufen (de) (petits fermiers) |
| 1834  | 1179 |
| 1871  | 1396 |
| 1890  | 1417 |

| année | Nombre d'habitants |
| ----- | ------------------ |
| 1910  | 1418               |
| 1925  | 1353               |
| 1939  | 1440               |
| 1946  | 1884               |
| 1950  | 1763               |

| année | Nombre d'habitants |
| ----- | ------------------ |
| 1964  | 1401               |
| 1990  | 1142               |
| 1993  | 1099               |

### Formes de noms de lieux
Après la première mention sous le nom de Nassaw en 1449, les variantes de nom zcu der Nasse en 1463, Nassa en 1512 et zur Naßau en 1695 sont également mentionnées. La dénomination actuelle est mentionnée pour la première fois en 1875. Le nom désigne une colonie dans une prairie humide.